# Kodachijutsu
 (mars 2024).
Si vous disposez d'ouvrages ou d'articles de référence ou si vous connaissez des sites web de qualité traitant du thème abordé ici, merci de compléter l'article en donnant les références utiles à sa vérifiabilité et en les liant à la section « Notes et références ».

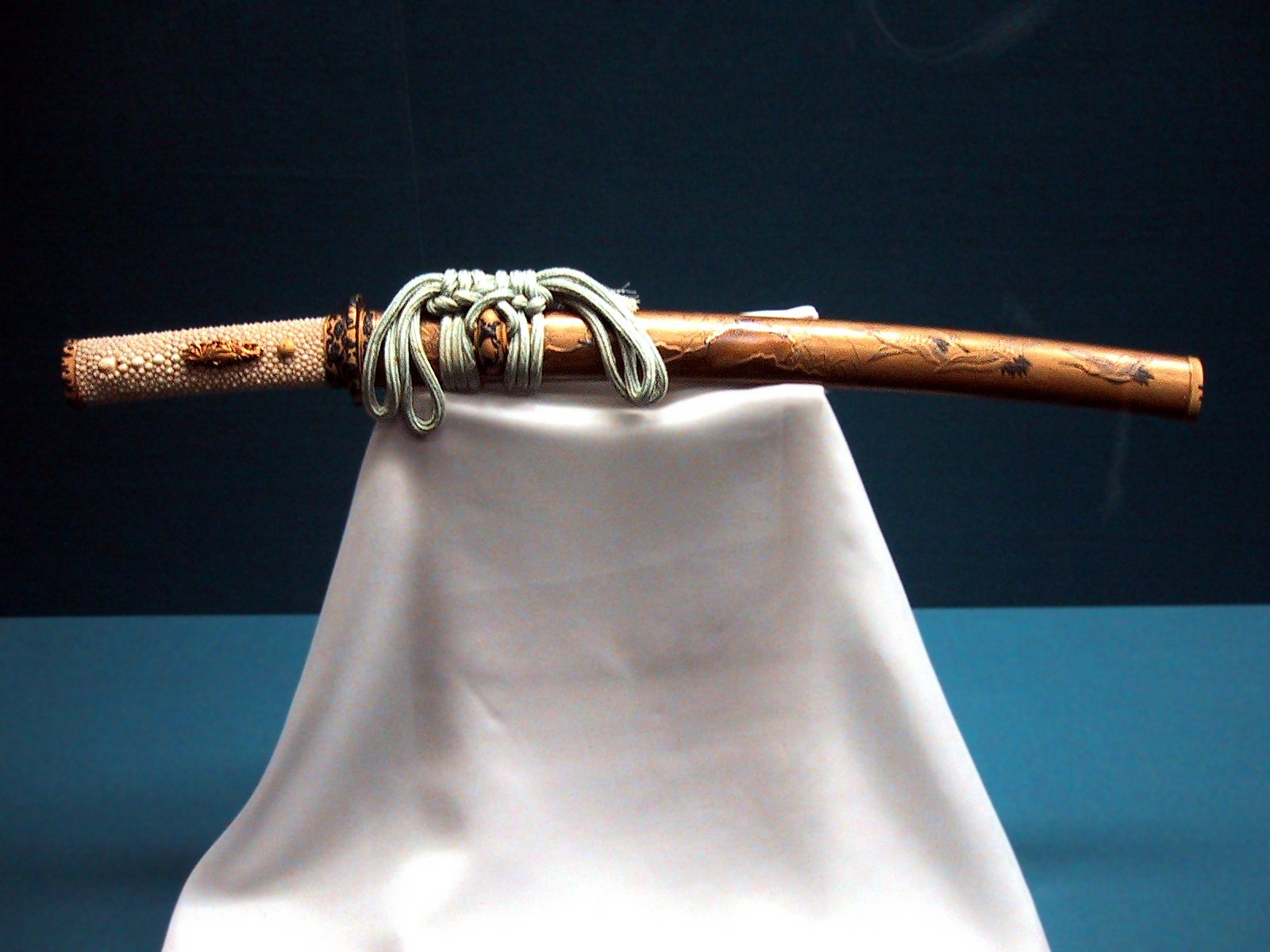
Un wakizashi de l'ère Edo.

Le kodachijutsu est un art martial japonais ancien, qui se concentre sur la maîtrise du petit sabre, le wakizashi ou kodashi. Enseigné aux samouraï, il faisait partie des bujutsu du Japon féodal.
On pratique le kodachijutsu sans protections. Si la finalité est le maniement de l'arme, l'entraînement à deux se fait avec un sabre en bois, plus petit que le bokken et appelé shoto.